# WTA New Jersey 1989
Il WTA New Jersey 1989 è stato un torneo di tennis giocato sul cemento. È stata la 12ª edizione del torneo, che fa parte della categoria Tier IV nell'ambito del WTA Tour 1989. Si è giocato a Mahwah negli USA dal 14 al 20 agosto 1989.

## Campionesse

### Singolare
Steffi Graf ha battuto in finale  Andrea Temesvári con il punteggio di 7–5, 6–2

### Doppio
Steffi Graf /  Pam Shriver hanno battuto in finale  Louise Allen /  Laura Gildemeister con il punteggio di 6–2, 6–4